# Kristjan Ilves
Kristjan Ilves (Tartu, 10 giugno 1996) è un combinatista nordico estone.
È fratello di Andreas, a sua volta combinatista nordico. 

## Biografia

### Stagioni 2011-2015
Ilves, originario di Elva, ha debuttato nel Circo bianco partecipando ai Mondiali juniores di Otepää 2011. Due anni dopo nella rassegna iridata giovanile di Liberec 2013 ha vinto la medaglia di bronzo nella 5 km dal trampolino normale; nella stessa stagione ha esordito in Coppa del Mondo, il 2 febbraio a Soči Krasnaja Poljana (41º), e ai Campionati mondiali: a Val di Fiemme 2013 si è classificato 48º nel trampolino normale, 39º nel trampolino lungo e 11º nella gara a squadre dal trampolino normale.
Ha debuttato ai Giochi olimpici invernali a Soči 2014, dove si è piazzato 41º nel trampolino normale e 34º nel trampolino lungo; l'anno dopo ai Mondiali juniores di Almaty ha nuovamente vinto la medaglia di bronzo nella 5 km dal trampolino normale, mentre ai Mondiali di Falun è stato 40º nel trampolino normale, 38º nel trampolino lungo, 10º nella gara a squadre dal trampolino normale e 11º nella sprint a squadre dal trampolino lungo.

### Stagioni 2016-2025

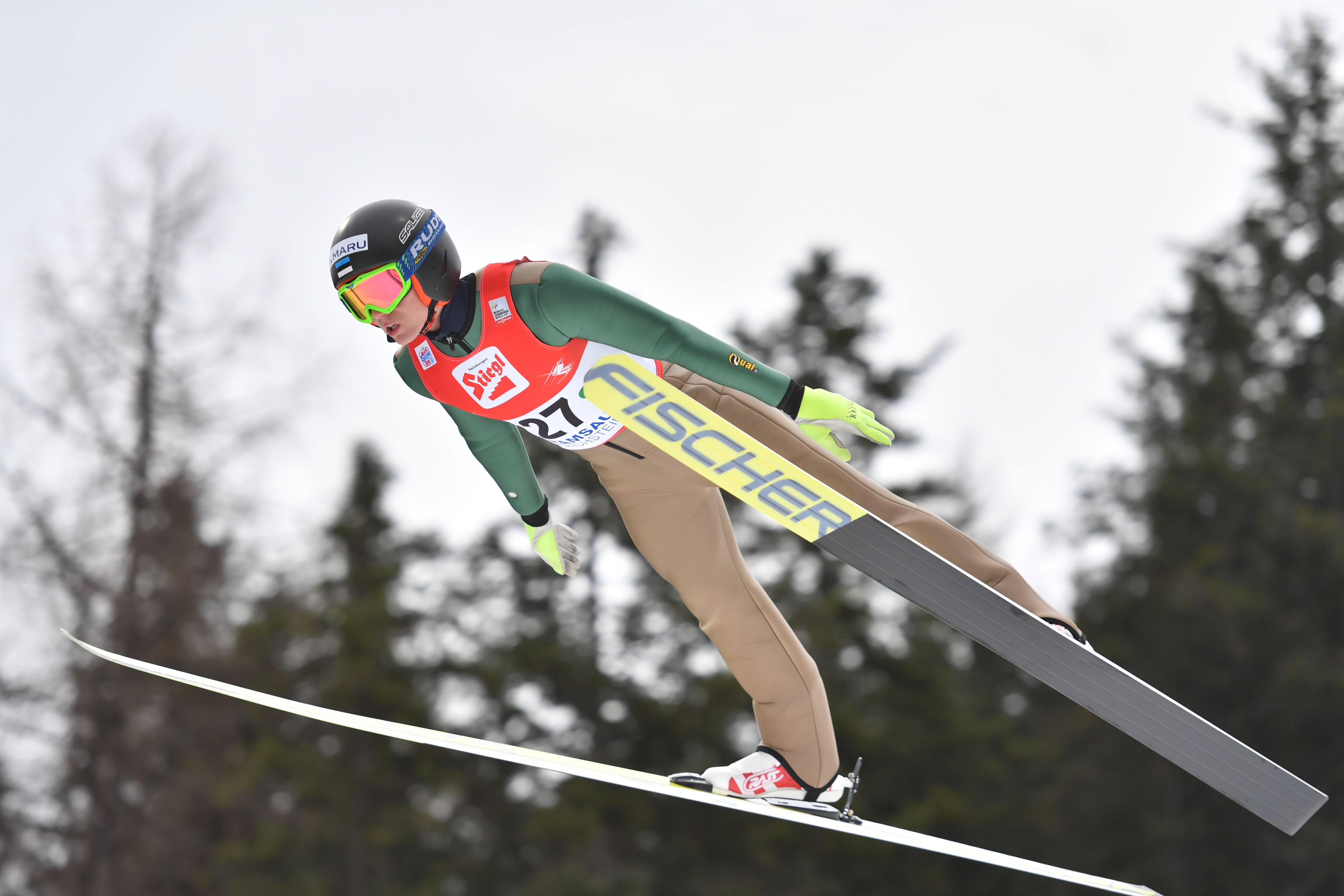
Kristjan Ilves in gara a Ramsau am Dachstein nel 2016

Nel 2016 ha preso parte ai Mondiali juniores di Râșnov, vincendo la medaglia di bronzo nella 5 km dal trampolino normale; l'anno dopo ai Mondiali di Lahti 2017 si è classificato 23º nel trampolino normale, 27º nel trampolino lungo, 9º nella gara a squadre dal trampolino normale e 12º nella sprint a squadre dal trampolino lungo.
Il 4 febbraio 2018 ha ottenuto a Hakuba il suo primo podio in Coppa del Mondo (2º). Ai XXIII Giochi olimpici invernali di Pyeongchang 2018 si è classificato 16º nel trampolino normale e 28º nel trampolino lungo; l'anno seguente ai Mondiali di Seefeld in Tirol 2019 è giunto 43º nel trampolino normale, mentre a quelli di Oberstdorf 2021 si è classificato 19º nel trampolino normale, 11º nel trampolino lungo e 8º nella sprint a squadre. L'anno dopo ai XXIV Giochi olimpici invernali di Pechino 2022 si è piazzato 9º nel trampolino lungo, mentre ai Mondiali di Planica 2023 è stato 6º nel trampolino normale e 4º nel trampolino lungo e a quelli di Trondheim 2025 si è classificato 20º nel trampolino normale e 11º nel trampolino lungo.

## Palmarès

### Mondiali juniores
- 3 medaglie:
  - 3 bronzi (5 km dal trampolino normale a Liberec 2013; 5 km dal trampolino normale a Almaty 2015; 5 km dal trampolino normale a Râșnov 2016)

### Coppa del Mondo
- Miglior piazzamento in classifica generale: 5º nel 2022, nel 2023 e nel 2024
- 12 podi (individuali):
  - 6 secondi posti
  - 6 terzi posti